# 田口健二
田口健二（1930年9月20日—2006年1月18日），日本政治人物之一，曾出任眾議院議員。
田口健二於中國大連市出生，並於日本長崎縣長大。他曾在大村市出任自治勞聯委員長，及至1986年，他以日本社會黨（現社民黨前身）的名義參加眾議院選舉，並成功贏得長崎1區選區的席位，他在之後兩屆眾議院選舉中成功連任。至1996年，他離開社民黨，另組新的政黨，但在眾議院選舉中落選，隨後退出政檀。
2006年1月18日，田口健二因敗血病在大村市的醫院病逝，享年75歲。